# Vrije van Sluis (waterschap)
Het Vrije van Sluis is een Nederlands waterschap dat bestond van 1942 tot 1999 en dat West-Zeeuws-Vlaanderen omvatte. Het had een oppervlakte van 289 km².
Het is vernoemd naar het aan het eind van de 16e eeuw ontstane bestuursgebied Vrije van Sluis.

## Geschiedenis
Het bestuur van de polders berustte in de Middeleeuwen bij de wateringen, een benaming die in Vlaanderen nog voor een waterschap wordt gebruikt. In West-Zeeuws-Vlaanderen waren er vier:
- Groede/Cadzand, het oude Eiland van Cadzand
- Oude IJvene tussen Oostburg en Groede
- Bewesten-Eede met Sluis
- Beoosten-Eede met Aardenburg

De Tachtigjarige Oorlog leidde tot tal van inundaties, waarvan die van 1583 het meest ingrijpend was. Bestuurlijk ging Zeeuws-Vlaanderen in 1604 tot Staats-Vlaanderen behoren. Er was het College 's Lands van den Vrije van Sluis dat het oppertoezigt had over de waterstaatkundige werken en daartoe commissarissen en hoofddirecteuren aangesteld had. De polders hadden echter zelfstandige polderbesturen met een dijkgraaf en gezworenen.
Toen er in de 17e eeuw meer en meer inpolderingen plaatsvonden, ging het bestuur steeds verder in decentrale richting. In 1940 bestonden er in Zeeuws-Vlaanderen 225 waterschappen op 314 polders.
In 1811 werd het polderbestuur gemoderniseerd. Er werden regelingen getroffen voor werken van algemeen belang en voor steun aan calamiteuze polders. Er werden zes dijkringen gevormd die zich deels tot in het huidige België uitstrekten. Voor West-Zeeuws-Vlaanderen zijn van belang:
- Dijkring Philippine
- Dijkring Cadzand
- Dijkring Sluis

In 1840 werd in plaats hiervan het Algemeen Zeeuwsch Polderreglement ingevoerd. Dit is later meermaals gewijzigd en uiteindelijk afgeschaft.
Uiteindelijk bestonden in West-Zeeuws-Vlaanderen de volgende waterschappen (vrij betekende: niet-calamiteus):
- Vrije waterkerende waterschappen

1. Waterschap Cadzand (3271 ha)
2. Waterschap Groede en Baanst (2076 ha)
3. Waterschap Groot en Klein Baarzande (724 ha)
4. Waterschap Groote Sint-Anna en Nieuwehove (193 ha)

- Vrije niet-waterkerende waterschappen

1. Waterschap Beooster Eede en Hoogland van Sint Kruis (1335 ha)
2. Waterschap Groote Boom en Goodsvliet (504 ha)
3. Waterschap Groote Jonkvrouw-bezuiden (289 ha)
4. Waterschap Oranje Dierentijd (817 ha)
5. Waterschap Eiland en Brandkreek (953 ha)

- Generale Prins Willempolder (3254 ha)
- Calamiteuze polders

1. Calamiteus waterschap Tienhonderd en Zwarte
2. Calamiteuze Adornispolder
3. Calamiteus waterschap Oud en Jong Breskens
4. Calamiteuze polders Hoofdplaat en Thomaes

- Internationale polders en waterschappen.

Hiernaast waren er nog tal van zelfstandige polders.
De roep om concentratie was reeds in de 18e eeuw te horen, maar er kwam niets van terecht. Doch ook toen de Commissie-Dieleman in 1938 met een voorstel tot concentratie kwam was er nog veel tegenstand in de Provinciale Staten, waar een aantal Statenleden mopperden over het onvrije van Sluis. Na diverse debatten was op 1 januari 1942 de concentratie alsnog een feit en werd Waterschap het Vrije van Sluis gevormd uit 76 polders en waterschappen.

## Het Waterschap
Aanvankelijk bleven de calamiteuze polders buiten het waterschap. Zij zijn er pas in 1966 bijgevoegd. De Nederlandse gedeelten van de internationale polders werden pas in 1967 bij het waterschap gevoegd.
De zetel van het waterschap bevond zich te Oostburg. Sedert 1950 was dit gevestigd in het Polderhuis aan de Brouwerijstraat.
Op 1 januari 1999 werd het Vrije van Sluis op zijn beurt samengevoegd met de waterschappen De Drie Ambachten en het Hulster Ambacht tot het Waterschap Zeeuws-Vlaanderen dat geheel Zeeuws-Vlaanderen omvatte. Op zijn beurt fusioneerde dit in 2011 met het waterschap Zeeuwse Eilanden tot het nieuwe waterschap Scheldestromen.

## Externe bron
- M.H. Wilderom, Tussen Afsluitdammen en Deltadijken, 1973. ISBN 90 70027 41 0